# Тарасовський
Тарасовський — селище в Ростовській області Росії. Адміністративний центр Тарасовського району та Тарасовського сільського поселення.

## Географія
Розташовано між містом Міллерово та селищем Глибокий на півночі Ростовської області. Станція Тарасовка на залізниці Москва — Ростов-Головний. Селище розташоване на річці Глибокій при впадінні в неї річки Росош.

## Історія
Наприкінці XVIII сторіччя селище було заселено українцями. Так, у квітні 1792 року військова канцелярія Війська Донського розглянула прохання козацької старшини Івана Тарасова «про дозвіл йому зайняти місце на побудову хутора й поселення поданих його малоросіян  й з ними хліборобством й сінокосом мати забезпечення», на вершині річки Розсош при Тимошиній балки у Донецькому окрузі, за 8 верст від хутора Кумшацького. Тут було згадано вже існуючий хутір Дмитра Тарасова при «частині річки Розсош». 
За архівними даними в 1822-1832 роках при річці Глибокій існували поселення Тарасівський, що налічував 47 дерев'яних будинків та поселення Нижній Тарасов, з 52 дерев'яними будинками.
Ґрунт біля селища в основному був чорноземний і лише в деяких місцях, за правими берегами річок Глибокої й Розсоші, ― солонцюватий й кам'янистий.
Селище Нижній Тарасов належало осавулові Дмитру Петровичу Тарасову та його дружині Цесарині. Був положений на правому боці річки Глибокої. Поселення налічувало 55 селянських дворів, в них: чоловіків – 126, жінок – 130, був дерев'яний будинок осавула з прибудовами.
Селище Верхній Тарасов належало осавулові Миколі Петровичу Тарасову й було положено на лівій стороні річці Глибокої. Там було 55 селянських дворів, де мешкало чоловіків – 133, жінок – 142.
У селищах знаходилися 2 поміщицьких фруктових сади й 3 гаї.
Після скасування кріпосного права, у 1862 році селянам Вищетарасовського була дана статутна грамота, згідно з якою з 1 січня 1863 року селяни переходили з панщини на оброк.
У 1869 році була побудована церква в ім'я Святителя Тихона Новоявленого Чудотворця. Храм був дерев'яний, стояв на кам'яному фундаменті з кам'яною дзвіницею. Мав один престол.
У 1884 році у будинку священника Гаврила Федоровича М'ясищева відкрилася однокласна земська школа.
У 1892 році при церкві відкрилася однокласна жіноча школа, що потім в 1901 році була реорганізована у двокласну.
За даними загального перепису 1897 року в слободі Вищетарасовській було 220 дворів, в них проживало: чоловіків 683, жінок – 689. З них письменних чоловіків було 131, жінок – 41; неписьменних – 552 чоловіки й 648 жінок. Жителі в основному займалися землеробством.
Станція Тарасовка на початку XX сторіччя була великим торговим центром з вантажообігом понад 1 млн пудів зерна. Звідси зерно йшло в усі кінці Росії й через південні порти вивозилося за кордон.
У вересні 1906 року німецькі поселенці Генріх Янцен й Яків Тіссен отримали дозвіл на зведення у слободі Вищетарасівській парового вальцевого борошномельного млина.
1 грудня 1913 року у слободі було відкрито телеграф завдяки клопотанням промисловців й торговців, тому що слобода мала велике народонаселення хліборобів, а також безліч торгово-промислових підприємств: розвивалася торгівля мануфактурним, бакалійним, залізним, зерновим, хлібним та іншими товарами. Неподалік працювали черепичний, борошномельний й цегельний заводи.
До 1958 року слобода Вищетарасовська існувала як самостійний населений пункт. У липні 1958 року вона була об'єднана з селищами Колодязний, Пуриковка, селищем радгоспу Дорурса, селищем центральної садиби Тарасовського зернорадгоспу й рудоуправління. В результаті об'єднання було утворено робітниче селище Тарасовський, що став центром Тарасовського району Ростовської області.

## Населення
| 1897 | 1959 | 1970 | 1989 | 2010 |
| ---- | ---- | ---- | ---- | ---- |
| 1372 | 6411 | 7896 | 8542 | 9017 |